# Camallanus lacustris
Camallanus lacustris är en rundmaskart. Camallanus lacustris ingår i släktet Camallanus och familjen Camallanidae. Inga underarter finns listade i Catalogue of Life.